# Bolotești
Bolotesti là một xã thuộc hạt Vrancea, România. Dân số thời điểm năm 2002 là 4596 người.